# Fakenham
Fakenham är en stad och en civil parish i North Norfolk, Norfolk, England. Orten hade 7 357 invånare. (2001)